# Кодавари
Кодавари kodawari (яп. こだわり) — понятие японского перфекционизма, концепция которого заключается в ответственном подходе к своему делу, который сопровождает человека на протяжении всей его жизни. Кодавари — это личный стандарт, которого неуклонно придерживается человек в своей профессиональной деятельности. Он подразумевает исключительное внимание к самым мелким деталям и вследствие этого сопровождается высоким уровнем качества продукции. Такое отношение составляет центральный элемент более общего японского понятия — Икигай.
Кодавари по своей природе индивидуально — это проявление гордости за своё дело.
Приезжающие в Японию туристы нередко отмечают, что в стране очень много мелких ресторанов и баров, принадлежащих частным владельцам. Нередко в них подают «кодавари но иппин» — коронное блюдо, гордость хозяина. Где-то оно может быть приготовлено из необычных ингредиентов, где-то особое значение имеет, из какого региона доставлены продукты, или количество времени, затраченное на его приготовление. Кодавари — это качество, требующее непреклонности и сосредоточенности на своем деле, доходящее порой до бескомпромиссности. В Японии существует стереотипный образ хозяина рамэнной, которому свойственно кодавари, — необщительного, ворчливого, требующего от посетителей умения так же тонко разбираться в предмете. На самом деле, конечная и главная цель кодавари — это общение между людьми. Самая высокая и ценная награда за все труды и хлопоты, сопровождающие приготовление идеального рамэна, — улыбка на лице посетителя.
В Токио имеются фруктовые магазины, где можно купить мускусную дыню за 200 долларов. Она имеет неповторимый вкус и входит в «лигу фруктов». Выращивают её по принципу «один стебель – один плод». Лишние плоды отрезаются, важно, чтобы плод получил максимум питательных веществ и имел самый насыщенный вкус. Это трудно и затратно, но японцы готовы платить за такой фрукт 200 долларов, потому что знают цену кодавари. Задавшись вопросом «что порождает в человеке кодавари», учёные пришли к выводу, что фанатичное стремление к совершенству рождается внутри семьи, где царит трудолюбие, уважение к традициям и другим людям.